# Eulalia parasubulifera
Eulalia parasubulifera är en ringmaskart som beskrevs av Hartmann-Schröder 1974. Eulalia parasubulifera ingår i släktet Eulalia och familjen Phyllodocidae. Inga underarter finns listade i Catalogue of Life.